# 逃離伊甸園
《逃離伊甸園》（日語：エデンの檻）
《逃離伊甸園》是日本漫畫家山田惠庸所創作的日本漫畫作品，於《週刊少年Magazine》（講談社）2008年52号開始至2013年8号期間連載。

## 故事簡介
主角仙石晃和同級同學從關島的畢業旅行回日本途中，因飛機發生意外，而進入一個未知的島上。在這個島裡，他們遇上很多絕種生物的襲擊。在充滿謎團的環境裡，除了充斥著各種危險的絕種生物，也令主角一行人體驗著人性的醜惡，以及不斷而來的死亡。

## 登場角色

### 仙石團隊（主要同伴）
仙石晃
本作第一男主角。明協學園國中部三年四班，在學校被視為問題學生，相當好色。自學校的畢業旅行回日本途中飛機發生意外而走入未知的世界。在重遇赤神、真理谷和大森等人後一直擔當領導的角色，為其他人不惜犧牲自己，也因為這點個人魅力而吸引其他人成為自己的夥伴。有極高的求生能力和領導能力以及意志力，喜歡青梅竹馬的赤神梨音，曾對他人宣言梨音是自己的女人。
與同樣是問題學生的矢賴彼此認同，在小島上時常相互合作，成為強力搭檔。目前帶領著自己的團隊以期讓小島上的人都能活著離開，和錦織團隊作戰獲勝後，他和團隊中部份成員正在第四座塔內探險，最終憑其推測得知島的真相，以及他們身在何處。
赤神梨音
本作第一女主角。明協學園國中部三年一班，仙石晃的青梅竹馬，是全校第一的爆乳美少女，頭腦靈活，是體操社的王牌。討厭晃好色的性格，表面上因為青梅竹馬的關係而關心仙石晃，實際上喜歡著仙石晃。在遇難後的飛機發生遽變時躲入機艙中，被仙石等人尋獲。和錦織團隊作戰獲勝後，在第四座塔和仙石晃等人探險，直至最後仍陪伴在仙石身旁。
真理谷四郎
明協學園國中部三年四班，曾奪得全校九年學年第一，是仙石晃自學校的畢業旅行的意外走入一未知的世界重遇的第一人，是隊中最具智慧的人物，手上持有筆記型電腦。一開始是會犧牲他人拯救自己的人，但是受到晃的影響逐漸成為幫助別人而且極度可靠的重要角色。曾由於仙石晃的遠探而代替其成為眾人的新領袖。與晃小隊和錦織團隊作戰獲勝後，和晃等人在第四座塔內探險，藉推理推測到這島曾發生生物災害。
大森夏奈子
大日航空的機上的空服員。是一個粗心大意的人，會因自己的疏忽而驚慌的人，但遇到危急情況下總能給予適當的醫療援助。對超心靈學很有興趣，是第一個察覺到天線是美依奈的墓碑的人。只要一談論胸部就會顯得特別有自信，曾表明自己的胸部是最大。與晃小隊和錦織團隊作戰中獲勝後。
石動美依奈〈冒牌〉
演員，10歲。十分信賴晃，他尊稱仙石晃為大哥哥，而真理谷則為四眼田雞或眼鏡男。因頭部曾受到襲擊而視力受損。憑其驚人的魅力能迷倒大人為他做事。
因目睹一位空姐（也就是十和小姐，大森小姐的師姐）被一班人企圖強暴不成最後被殺害，以致變成一個心機十分重的小孩。藉美依奈的身份掩飾其男性的性別和控制一眾大人幫助其做事。曾強吻仙石晃但當仙石晃知道其身份後被嚇暈了，在大和小姐事件解決後加入仙石晃小隊。
陪伴操棲老師待在安全地方中等待晃小隊作戰歸來，晃小隊和錦織團隊作戰中獲勝後，正在第四座塔外探索及等候晃一行人成功從塔內出來，最終被眼镜三人组透露其本名為平治郎，成長後身體和性格也有很大程度的改變。
作者於後來發行的漫畫《邪靈附體 （页面存档备份，存于）》裡，引用其女裝造型和男扮女裝的設定，作為登場角色流動仁奈（水野仁）的人設。邪靈附體
佐久間雪
明協學園國中部三年四班，是仙石的班長，因有田幸平的杏仁體受損無法控制感情和暴力行動的倖存者，自重遇仙石等人而一眾行動。超自然愛好者。喜歡仙石晃。後來被三頭怪物打入陷阱，後被有田幸平成功解救。
左治一馬
明協學園國中部三年三班，曾和其他同學組隊欲以木筏離開失敗後加入仙石晃小隊，是隊中重要的戰鬥人員之一，喜歡夏奈子。和宮內是舊識，認識的契機是小時候曾去宮內家的空手道道場學習，但因為太沒用了所以很快就不學了。據宮內所言，左治在家中一直是備受冷落，因此遇難後十分珍惜身邊的夥伴，將其視作家人。和晃組成探險隊探索四周環境，在巨猿戰之中身受致命傷，為了不讓夏奈子因為看到自己死去而哭泣，於是無聲無息的跳進一條急流中，連屍體都沒找到。
宮內真夜
明協學園國中部三年六班，擁有強大的實力，有空手道二段的資格，是晃團隊為數不多的戰力之一。另外和佐治很熟，而家裡開空手道館。從小就在空手道道場長大，所以行事作風有點粗魯。她在對抗阿根廷巨鷹表現異常出眾，憑其膽量把阿根廷巨鷹打敗。與晃小隊和錦織團隊作戰中獲勝後，和晃等人一起在第四座塔內探索中。順帶一提，她非常怕蟲，只要看到蟲類動物就會嚇到跌坐在地上或是渾身發抖。
山口崇
明協學園國中部三年六班，學生會長，老爸是縣議員。晃組成探險隊探索四周環境，在對外探險中能給予適當的意見幫助解困。與晃小隊和錦織團隊作戰中獲勝後，和晃等人一起在第四座塔內探索中。喜歡佐久間雪。在塔內因為和晃一起照顧被致命黏菌感染而性命垂危的梨音和雪，因而跟晃兩人也被黏菌感染而陷入生死關頭，所幸四人都被夏奈子用社從食堂帶回來的鹽救活。
初瀨靜）
明協學園國中部三年六班，學生會副會長園。全年級第二名，僅次於真理谷，擁有過目不忘的能力，在探索金字塔中指出金字塔是一個DNA研究所，並指出金字塔正進行復活史前生物的工作。成績僅次於真理谷，一直被作者塑造成外表文靜內心火熱的女角。
大黑麗衣
城南大學生，拜託仙石等人幫助奪回行李的人。喜歡林西徹但因視河名琴美為林西徹的女友而沒有表白，但當河名琴美死後向林西徹表白自己的心意。另外因為弟弟純平在同學欺負中出事而非常同情和關心美依奈。與晃小隊和錦織團隊作戰勝利後，和晃一行人在第四座塔內探險，但期間為了打開那裡的門，而令天花塌下險些被壓，幸被林西徹所救而繼續前行。
林西徹
城南大學生，因一次被動物襲擊令面部受損而以繃帶包面示人，揭開繃帶後是一個臉部帶傷痕的美少年，在仙石晃小隊爬山時能提供足夠的爬山知識以調整仙石晃小隊的爬山步伐。與晃小隊和錦織團隊作戰勝利後，和晃一行人在第四座塔內探險，但期間為拯救險些被天花壓倒的麗衣而被塌下來的天花板大石壓倒困著，右腳折斷，流血不止而死。
神樂真實
16歲的高中生，有千里眼真實之稱，能夠用預知的能力說出他人的命運，雖然某些預言是她原本的夥伴捏造，但神樂似乎真的能看到一些未來發生的片段，與晃小隊和錦織團隊作戰勝利後，和眾人一起在第四座塔外探索和等待晃一行人從塔內出來。對晃有好感。

### 矢賴團隊
矢賴光一
本作第二男主角。明協學園國中部三年四班，另一位問題學生。對畢業旅行和這個世界感到無聊，渴望有一重大的改變。父親是很有錢的貿易商，母親在交通意外去世，而母親的妹妹也因病去世，兩人的死令其性格走向極端，變成有暴力行為，直至遇到操梄元子為止。
初遇晃團隊時，帶領著三位不良少年和操梄老師，除了他和操梄老師外，其餘也死掉。後期帶領倖存的操梄老師、瀨川咲和松本美智香和茂野真妃子一起行動。他實力很強，曾在關島一人擊敗數名職業軍人。 在遇難後，他更一人擊退據狐猴群，並且在鐘乳石洞事件時僅用一擊踢腿就將宮島踢到天花板並卡在那裡一段時間。而在離開鐘乳石洞時，他在抱著大森夏奈子並讓石動美依奈〈假〉抱著自己的小腿的情況下還能爬繩子上去。僅論戰鬥力可說是本作的學生中最強的。擅長用硬幣和鑰匙戰鬥，和仙石晃一樣有極高的求生本能。曾在金字塔中救了神田真實。
在瀨川說自己其實是喜歡操梄老師之後，變得開始在意操梄老師。其後因老師病危而十分痛苦，為救老師而欲殺仙石晃，但無法下手而情緒低落。重新振作後，與晃小隊和錦織團隊作戰中獲勝，並協助武藤治好元子老師後暫時加入晃小隊。
操梄元子
明協學園國中部三年四班的導師，教授數學，是最早加入矢賴光一的人，非常關心學生。一度病危，武藤治好她的病後，目前在第四座塔外休息及等待晃一行人成功從塔內出來。曾因為負傷而被錦織拿來當作利用矢賴的棋子，後來被真正的醫生成功醫治。似乎有意識到自己喜歡矢賴。
瀨川咲
在學校因情信誤解事件而憎恨矢賴光一兩年，後來因誤會解開而重新喜歡矢賴光一。在校內是第二的美少女，經常和赤神梨音爭奪第一。赤神梨音和她是小學同學，雖然赤神梨音當其朋友，但她當其是假想敵。身邊有隻龜叫艾鐵吉。
茂野真妃子
和瀨川咲一起行動之夥伴。
松本美智香
和瀨川咲一起行動之夥伴。

### 森田團隊
在後期與仙石團隊會和，併入仙石團隊。
森田真
三年四班，攝影高手。仙石晃的同學兼好友，綽號「eiken」，在後期加入仙石晃共同解釋這未知的世界。
常盤亞彌
三年二班的同學，擁有強大的運動神經，跳躍力驚人，在田徑賽和縣大會上都名列前矛，面部沒有什麼表情，跟宮內一樣是晃團隊為數不多的戰鬥力，平時擔當偵查的角色，在對抗劍齒虎和泰坦鳥作戰出眾。但意外地背部非常敏感。
石動美依奈〈正牌〉
石動財團董事的孫女。是一個非常少說話的女孩，不知為何喪失記憶，手上持有未知生物的素描簿，在對於未知生物的了解情度似乎比真理谷更高，更不知為何能洞悉各種史前動物的習性。最令人驚奇的是她的名字出現在中央塔的天使雕像的石碑上，是一個謎樣的少女。
作者後來發行的漫畫《邪靈附體 （页面存档备份，存于）》裡，亦出現和正牌美伊奈同名同造型的女性角色。
小見山正剛
政府的僧侶，雖然是一個蘿莉控，但總能在仙石煩惱時給予適當的意見。是本作神秘人物之一。
五十嵐英夫
是日本首屈一指的企業董事，透過他知道石動財團的財力和美依奈的過去。

### 仙石團隊（其他同伴）
成海姐弟（愛理和海里）
姐姐是成海愛理，弟弟是成海海里，兩人是很強的超能力者，姐弟即使分開也能感受到被此有危險，是一對不可思議的雙胞胎。海里對各種奇怪的事都有所了解，在探索金字塔時幫助仙石晃解迷。
鈴木綾一（すずき りょういち）
原三年五班的同學。和柏木早苗是男女朋友關係。在第六冊和晃組成探險隊探索四周環境，在一次逃離恐狼和熊的行動中得到一次侵犯赤神梨音的機會，但被仙石以梨音是他的女人而阻止。在之後一直被迫參加仙石晃的行動，在隊內一直擔當醜態而搞笑的角色。與晃小隊和錦織團隊作戰中獲勝後，和眾人在第四座塔外探索和等待晃一行人從塔內出來。偶爾會表現出英勇行為，但不超過三秒。
柏木早苗
原三年一班的同學，和鈴木綾一是男女朋友關係。
引目修
三年六班的同學，在巨猿一戰中加入支援，本來想藉此機會襲擊仙石晃，後仙石晃受襲後不但沒有怪責，反而與其和解。他似乎喜歡梨音。在小學時和桐野同班，且同是劍道部的成員，因為家人關係而個性非常自卑，手上持有桐野所送的鑰匙圈，在劍齒虎戰之中被劍齒虎偷襲並為了保護高橋明日香而犧牲，由於被劍齒虎吃得一乾二淨，因此仙石等人除了地上的一灘血以及鞋子外並沒有找到他的身體的任何一部分。
桐野桃香（きりの ももか）
劍道部的成員，在巨猿戰後加入仙石晃小隊，和引目在小學時同班，為晃小隊中的重要戰力。喜歡引目。在對付三頭怪物的行動中被弄傷手。
高橋明日香（たかはし あすか）
曾和引目為取水而暫時離開團隊一起行動，遭到劍齒虎襲擊，對於引目為保護她而犧牲感到內疚，但在大森的鼓勵下用其天籟般的歌聲鼓舞當時晃小隊低迷的士氣，使之重新振作。是亞理紗和白井的好友，在抓走錦織隆行動中因信任他們將二人加入晃小隊，但二人由於對錦織隆太過恐懼，將錦織隆放走。
九重右弦（ここのえ うげん）
是仙石晃的老師，素有瘋狂科學家之稱，曾經炸掉半個學校，製作的非常多化學製品在許多地方產生功用，對於晃小隊有很大的幫忙。不知道石動美依奈（假冒）是男孩子。因為曾對錦織隆做過惡作劇，所以被錦織隆團隊的五十人圍打，成為錦織控制該五十人的犧牲者，傷重和大森小姐困於囚室內，目前離開錦織而去到仙石晃身邊。
杜大吾（やしろ だいご）
冒險小說家。原渡邊或錦織團隊，曾襲擊過仙石晃小隊。並擄走美依奈（正牌），最終被美依奈（假冒）和大黑麗衣擊敗後，同意和仙石晃交換情報和成為其錦織團隊之導遊。
武滕順一（むとう じゅんいち）
自稱‧自家經營的接骨醫，實際上是前外科醫生，很怕血。原渡邊或錦織團隊，曾襲擊過仙石晃小隊，並擄走美依奈（正牌），最終被美依奈（假冒）和大黑麗衣擊敗後，同意和仙石晃交換情報。怕血的原因是曾經因為焦急而在手術台上發生失誤，無法救回自己的兒子，後為大家所鼓勵，成功替元子老師進行手術，拯救元子後決意盡力貢獻一己之力。
今園美紀（いまぞの ミキ）
弓道部的王牌。
神那小夜美
看到天線塔附近的陷阱發動一瞬間，因而啟發真理谷察覺真相。
花村美麗（はなむら みれい）
三年六班的同學。
辻佳子
三年六班的同學。
鹽谷愛
三年六班的同學。
大和泰則
棒球部的王牌。
村山一成
三年六班的同學，因為講了過份的說話，為補償獨自一人外出，在對抗劍齒虎戰中幸運逃脫。另外視力驚人，即使在遠處也能清楚看見，他曾在被追殺的過程中不小心看見遠距離裸露著胸部的大森夏奈子。
白井、亞理紗
在錦織身邊工作的仙石晃同學。是高橋明日香的好友，被其接納加入晃小隊，但二人由於對錦織隆太過恐懼，不措出賣晃小隊將錦織隆放走，但最後也是第一個清醒過來，讓錦織團隊徹底瓦解的關鍵人物。
桂木
三年六班的同學。
卡托魯、希羅、約翰
眼鏡三人組。被石動美依奈（假冒）魅力吸引的人，但其實是非常有性格的三個蘿莉控。為了美依奈而救九重先生和仙石晃等人，也是中途作戰失利時成功逆轉救出女孩們的關鍵人物。原因是因為他們在仙石等人因作戰失敗而撤退後在地上撿到美依奈〈假〉送給仙石的護身符，誤以為那是美依奈希望他們在仙石等人作戰失利時能出手相助，而故意叫仙石將護身符留在那邊作為要求他們倒戈的報酬〈其實護身符會掉在地上是因為作戰失利後仙石曾被打倒在地。〉。

### 反派角色
哈底斯（ハデス）
本作最大的謎之人物，自仙石到達這異世界中最早襲擊眾人的人，身穿晃的學校校服，似乎是該校的學生，並為了殺光所有人而計畫著陰謀詭計。知道有田幸平殺害機長一事，曾以此威脅名搧動幸平殺光其他同學。其後在鐘乳石洞事件，拯救了被水沖去的有田幸平。與有田幸平在天線塔的陷阱中探索。
名字來源於古希臘神话中的冥神。
有田幸平（ありた こうへい）
三年二班，是排球社的超級王牌，非常受女生歡迎，仙石晃的死黨。在遇難事件後不久，在情緒激動下刺傷機長進而引起大混亂，事後對這件事產生強烈罪惡感，加上意外遭致杏仁體受損無法控制感情和行動而殺害其他同學，但自重遇仙石晃後回復正常，並協助仙石等人脫離險景。故事後期與哈底斯一同登場，並且為了拯救佐久間雪而對抗神秘生物。與哈帝斯在天線塔的陷阱中探索。
錦織隆（にしきおり たかし）
是個冒牌醫生，也是本作到目前為止最可怕的反派角色，實際上在藥品工廠上班，透過其在藥廠學到的醫療知識佯裝醫生，以心理操控、恐懼來掌控他人的生命，為生存逃離險境，用卑劣手段迫使他人服從並強制執行其命令，是一個難敵的對手。
因為仙石晃不願服從他且把其臉弄傷而痛恨仙石晃，利用矢賴光一保護老師的心而迫他殺仙石晃。而後與其小隊和晃小隊作戰並在一開始用計加以打倒，在打倒晃等人後將他們參戰的女性全扣押做人質並恐嚇男性如果拯救計畫每失敗一次就殺害一名女性，在晃等人的第一次〈也是最後一次〉拯救計畫失敗後本來想讓部下殺害赤神梨音，但因為卡魯托、希羅、約翰的叛變，不但未能殺害梨音，其他女性也因此從牢中逃了出來，後來他因為失去了其他人對他的服從〈原因請看下面的白井、亞里紗條目〉而遭擊敗。
然而，他亦似乎發現了一些島上的秘密，除了向眾人指出大家到島上後，星宿方位一直沒有移動過，更叫手下留意石動美依奈這孩子，認為之後從她身上或會發生什麼事。目前處於俘虜狀態，跟大隊處於第四座塔外等待晃等人的消息，並似乎還有甚麼陰謀策畫著。在長頸犀形獸出現後綁架美依奈〈真〉，但隨即因長頸犀形獸的攻擊而受重傷致殘（根據最終話小圖所示，左腳膝蓋以下完全截肢）。

### 其他機上人物
土屋勝（つちや まさる）
大日航空的機長。男主角往畢業旅行途中所乘飛機的機師，絕種動物襲擊乘客，引致騷擾後，最終因被發現無線電裝置已損壞，不能尋求外界救援而被有田幸平所刺殺。從其他乘客口中得知機長死前曾說過奇怪的話，背後貌似還藏了不少祕密的樣子。
十和（とわ）
大日航空的機上的空服員。大森夏奈子的初戀，大森夏奈子的學姊，為人大方，在大人集團試圖強暴途中，被狩野活活掐死。
官崎
在飛機附近被安氐獸吃掉的同學。
吉本雅和
左治一馬曾是好朋友，成績很好。最初與左治一馬一起造船離開，與向田美奈背叛其他人出海離開，最終被龍王鯨吃掉。
向田美奈、田中政則
最初與左治一馬一起造船離開，最終分別被龍王鯨和安氐獸吃掉。
小野（おの）、御子柴（みこしば）、伊藤（いとう）
矢賴光一帶領著的三位不良少年。最終因食物中毒而死，死亡順序依序是小野、御子柴、伊藤。
小光
有田團隊中的女學生，被哈帝斯威脅於地上寫字，因而引起誤會，被有田幸平所殺。
幸子、平林、田村、彬田、杉山小朋
有田團隊中的學生，均已被殺。
中村、官島、真喜多、上野
有田團隊中的學生，與有田幸平為共犯，已因洪暴死亡。
狩野信造
警察，與共16名大人的集團試圖強暴十和途中，誤殺死了十和小姐。最終和大人集團已被完齒獸及鬣齒獸食掉。
藤木、西、丸目
自願當石動美依奈（冒牌）保鑣的一名黑道與兩名不良分子，目的是高報酬。最終被大人集團殺死。
藤本老師（ふじもと）、川合老師（かわい）
三年六班的老師。因不滿美依奈破壞學校的行動而襲擊美依奈，把其綑綁扔在恐狼之中、欲借此殺害美依奈，後得仙石晃識破其計謀而逃去無蹤，推測已死亡。
松木澤明、長塚
明協學園學生，於魔山中喪命。
杉政隆夫
明協學園學生，原三年三班的同學。非常喜歡和照顧受傷的美依奈，但因受到阿根廷巨鷹所帶來的壁蝨而死亡。
健、村田、松下
明協學園學生，因為受到阿根廷巨鷹所帶來的壁蝨而死亡。
島津
在阿根廷巨鷹戰中，因拋下松下不顧被她用石頭攻擊，最後被阿根廷巨鷹咬死。
河名琴美（かわな コトミ）
城南大學生，大富豪的獨身女，老牌女館的繼承人，個性任性，外表漂亮是個少根性的獵男高手。在一次逃離恐狼和短面熊的行動中受傷，指甲受損，後威脅晃與他做愛不成拉扯中失足而死。
加滕正
遭到中山恭子等人殺害。
後滕真二
因為母親被邪教蒙騙導致離婚而不相信真實的預知，最終遭到中山恭子等人殺害。
中山恭子（なかやま きょうこ）
和神樂真實一起的夥伴，是公司職員，中山恭子等人為了令真實的預言能實現，而不惜犧牲他人令預言成真，但最終全部人在鋸鱷襲擊中全部喪生。
向井（むかい）、池田（いけだ）、内村（うちむら）、村松（むらまつ）
和神樂真實一起的夥伴向井正二（無業游民）、池田雅行（SE）、內村忠彥（公司職員）、村松充裕（健身教練），中山恭子等人為了令真實的預言能實現，而不惜犧牲他人令預言成真，但最終全部人在鋸鱷襲擊中全部喪生。
澄子
桐野的伙伴，被巨猿殺死。
渡邊先生
30歲，原小隊的領導者，他原本帶女兒來度假而誤入這場事故他自己本身是一間有30個員工的老闆，加上他本身有領袖魅力，所以很容易成為眾人的領袖，但因受到錦織所害而和女兒一同犧牲。
久保先生（くぼ）
錦織的幫手。在第四座塔外等候晃一行人從塔內出來期間，似乎與錦織還有甚麼陰謀策畫著，後來被長頸犀形獸一腳踩死。
齊滕先生（さいとう）
錦織的監工，職業拳手，為人非常好色，是因其好色行為而被矢瀨輕易打敗。在第四座塔外等候晃一行人從塔內出來期間，似乎與錦織還有甚麼陰謀策畫著，後來被長頸犀形獸一腳踩死。

### 島外相關角色
仙石優奈（せんごく ゆな）
仙石晃的母親，伊甸園計劃的踐行者。晃的飛機失事後精神倍受打擊，偶遇石動壽美而被選為「伊甸園計劃」的繼任者。
石動壽美（いするぎ よしみ）
石動財團的領袖，石動美衣奈的祖父。「伊甸園計劃」的創始人。為紀念孫女美衣奈而興建人工島。
兵藤（ひょうどう）
石動壽美的管家，伊甸園計劃的支持者。於石動壽美去世後輔佐並監督仙石優奈。
仙石芙蕾
仙石優奈的養女，伊甸園計劃的繼承者。優奈死後繼續執行人工島的建造。

## 出版書籍
| 卷數 | 講談社         | 講談社                 | 東立出版社     | 東立出版社             |
| 卷數 | 發售日期       | ISBN                   | 發售日期       | ISBN                   |
| ---- | -------------- | ---------------------- | -------------- | ---------------------- |
| 1    | 2009年2月17日  | ISBN 978-4-06-384106-0 | 2009年9月2日   | ISBN 978-986-10-4168-1 |
| 2    | 2009年4月17日  | ISBN 978-4-06-384131-2 | 2009年9月2日   | ISBN 978-986-10-4169-8 |
| 3    | 2009年7月17日  | ISBN 978-4-06-384166-4 | 2009年11月24日 | ISBN 978-986-10-4170-4 |
| 4    | 2009年9月17日  | ISBN 978-4-06-384190-9 | 2010年1月26日  | ISBN 978-986-10-4476-7 |
| 5    | 2009年12月17日 | ISBN 978-4-06-384226-5 | 2010年6月2日   | ISBN 978-986-10-5022-5 |
| 6    | 2010年2月17日  | ISBN 978-4-06-384253-1 | 2010年7月5日   | ISBN 978-986-10-5358-5 |
| 7    | 2010年5月17日  | ISBN 978-4-06-384302-6 | 2010年10月14日 | ISBN 978-986-10-5777-4 |
| 8    | 2010年7月16日  | ISBN 978-4-06-384333-0 | 2011年2月14日  | ISBN 978-986-10-6122-1 |
| 9    | 2010年9月17日  | ISBN 978-4-06-384365-1 | 2011年5月27日  | ISBN 978-986-10-6503-8 |
| 10   | 2010年12月17日 | ISBN 978-4-06-384420-7 | 2011年6月28日  | ISBN 978-986-10-7014-8 |
| 11   | 2011年2月17日  | ISBN 978-4-06-384447-4 | 2011年11月9日  | ISBN 978-986-10-7453-5 |
| 12   | 2011年5月17日  | ISBN 978-4-06-384490-0 | 2012年2月14日  | ISBN 978-986-10-7985-1 |
| 13   | 2011年7月15日  | ISBN 978-4-06-384521-1 | 2012年3月21日  | ISBN 978-986-10-8357-5 |
| 14   | 2011年10月17日 | ISBN 978-4-06-384568-6 | 2012年7月4日   | ISBN 978-986-10-9037-5 |
| 15   | 2011年12月16日 | ISBN 978-4-06-384602-7 | 2012年8月6日   | ISBN 978-986-10-9388-8 |
| 16   | 2012年3月16日  | ISBN 978-4-06-384645-4 | 2012年11月15日 | ISBN 978-986-10-9936-1 |
| 17   | 2012年5月17日  | ISBN 978-4-06-384674-4 | 2013年3月21日  | ISBN 978-986-317-298-7 |
| 18   | 2012年8月17日  | ISBN 978-4-06-384721-5 | 2013年4月23日  | ISBN 978-986-317-864-4 |
| 19   | 2012年10月17日 | ISBN 978-4-06-384751-2 | 2013年7月16日  | ISBN 978-986-324-477-6 |
| 20   | 2012年12月17日 | ISBN 978-4-06-384784-0 | 2013年11月19日 | ISBN 978-986-324-959-7 |
| 21   | 2013年2月15日  | ISBN 978-4-06-384823-6 | 2014年1月2日   | ISBN 978-986-332-356-3 |

## 外部連結
- 週刊少年Magazine官網
- 逃離伊園官方網站